# Tour Défense 2000
De Tour Défense 2000 is met 134 meter een van de hogere woontorens van Frankrijk. Hij is gelegen in de wijk La Défense, in de Parijse voorstad Puteaux.
De toren werd gebouwd tussen april 1971 en november 1974. De verkoop verliep moeizaam: twee jaar na de opening was nog slechts een kwart van de appartementen verkocht. In vergelijking met de andere gebouwen van La Défense, ligt de Tour Défense 2000 relatief geïsoleerd. Voordeel daarvan is dat men vanaf deze toren een prachtig panoramisch uitzicht over La Défense heeft.
Er bevinden zich in totaal 308 appartementen verdeeld over 47 verdiepingen. Er wonen cica 700 mensen. De appartementen variëren in grootte van 19 m² tot 140 m².